# Trang Chu mộng hồ điệp

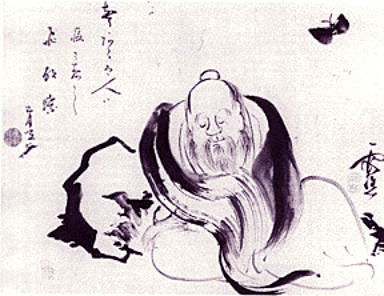
Trang Chu mộng hồ điệp, tranh của họa sĩ người Nhật thế kỷ 18 Ike no Taiga

Mộng hồ điệp (tiếng Trung: 夢胡蝶) hay Trang Chu mộng hồ điệp (莊周夢胡蝶) là tên người ta đặt cho một đoạn văn trong sách Trang tử của Trung Quốc. Đoạn văn này rất nổi tiếng, nó đã trở thành một điển tích thường dùng trong văn chương xưa ở Trung Quốc và Việt Nam.

## Nội dung

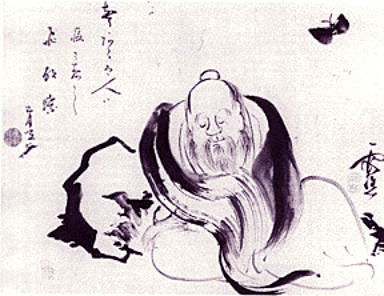
Trang Tử Mộng Bướm, tranh vẽ của họa sĩ Nhật Bản thế kỷ 18 Ike no Taiga

Nguyên văn:
昔者莊周夢為胡蝶，栩栩然胡蝶也。【自喻適志與！】不知周也。俄然覺，則蘧蘧然周也。不知周之夢為胡蝶與？胡蝶之夢為周與？【周與胡蝶則必有分矣。】此之謂物化。
Hán Việt:
Tích giả Trang Chu mộng vi hồ điệp, hủ hủ nhiên hồ điệp dã. [Tự dụ thích chí dư!] bất tri Chu dã. Nga nhiên giác, tắc cừ cừ nhiên Chu dã. Bất tri Chu chi mộng vi hồ điệp dư? hồ điệp chi mộng vi Chu dư? [Chu dữ hồ điệp tắc tất hữu phân hĩ.] Thử chi vị vật hóa.
Bản dịch của Nguyễn Hiến Lê:
Có lần Trang Chu nằm mộng thấy mình hóa bướm vui vẻ bay lượn, mà không biết mình là Chu nữa, rồi bỗng tỉnh dậy, ngạc nhiên thấy mình là Chu. Không biết phải mình là Chu nằm mộng thấy hóa bướm hay là bướm mộng thấy hóa Chu. Trang Chu với bướm tất có chỗ khác nhau. Cái đó gọi là "vật hoá".

## Trong văn chương
Cẩm sắt (錦瑟) của Lý Thương Ẩn (李商隱) có hai câu:
莊生曉夢迷蝴蝶 (Trang sinh hiểu mộng mê hồ điệp)
望帝春心託杜鵑。(Vọng đế xuân tâm thác đỗ quyên)
Dịch nghĩa:
Trang Chu buổi sáng nằm mộng thành bươm bướm
Lòng xuân của Thục đế gửi vào chim Đỗ Quyên
(Huỳnh Minh Đức dịch)
Nguyễn Du khi tả về tiếng đàn Thúy Kiều, cũng mượn tích trên:
Khúc đâu đầm ấm dương hòa
Ấy là hồ điệp hay là Trang sinh
Khúc đâu êm ái xuân tình,
Ấy hồn Thục đế hay mình Đỗ Quyên.

## Trong triết học
Giấc mơ thành bướm của Trang Tử gợi ra nhiều câu hỏi trong các lĩnh vực triết học tâm thức, triết học ngôn ngữ, và nhận thức luận. Không chỉ là một thành ngữ thường gặp trong tiếng Trung, "Mộng hồ điệp" còn lan sang cả các ngôn ngữ phương Tây. Nó được dùng làm một trong các minh họa trong bài luận nổi tiếng "A New Refutation of Time" (Một phủ định mới về thời gian) của Jorge Luis Borges, và có thể đã gợi cảm hứng cho truyện ngắn năm 1918 "Polaris" của H. P. Lovecraft.